# Kevin Beattie
Thomas Kevin Beattie (Carlisle, 1953. december 18. – 2018. szeptember 16.) válogatott angol labdarúgó, hátvéd.

## Pályafutása

### Klubcsapatban
Az Ipswich Town korosztályos csapatában kezdte a labdarúgást, ahol 1972-ben mutatkozott be az első csapatban. 1978-ban angol kupagyőztes, 1981-ben UEFA-kupagyőztes lett az ipswichi csapattal. 1981-ben sérülés miatt kénytelen volt visszavonulni. 1982 és 1986 között megpróbált visszatérni, de csak pár mérkőzésen szerepelt a Colchester United, a Middlesbrough és a Barnet csapatában.

### A válogatottban
1975 és 1977 között kilenc alkalommal szerepelt az angol válogatottban és egy gólt szerzett.

## Sikerei, díjai
Ipswich Town
- Angol kupa (FA Cup)
  - győztes: 1978
- UEFA-kupa
  - győztes: 1980–81